# Kutakembaran
Kutakembaran is een bestuurslaag in het regentschap Kuningan van de provincie West-Java, Indonesië. Kutakembaran telt 2358 inwoners (volkstelling 2010).